# Safety Promo
Safety Promo est une plateforme de marketing en ligne dont le principal objectif est la promotion de la culture haïtienne à travers le web. Elle assure donc la promotion en ligne d’événements culturels et la diffusion d’informations sur les activités et projets artistiques de nombreux artistes haïtiens évoluant en Haiti ou dans d'autres pays de la planète,.
Une application de Safety Promo est disponible sur Google Play Store.

## Historique
Safety Promo, certifié par Google en « Digital Promotion », est une initiative de Judelin Bedoite qui est lancée en 2014 dans un contexte où, explique l'initiateur, « nous n’avions pas de laptops, pas de smartphones pour faire le travail. J’étais obligé d’aller faire le travail dans un cyber café d’un ami, je devais payer 15 gourdes pour 30 minutes. C’était grave à l’époque, mais cela nous a inspiré ». En 2019, cette agence de promotion numérique a été nommée pour le sixième Prix de l'Initiative Numérique Culture, Communication et Médias par la plateforme Audiens en France et finit deuxième lauréat. Il s'agit d'un prix qui récompense chaque année des projets numériques innovants,,.
En 2021, la marque Safety Promo est enregistrée à l'Institut national de la propriété industrielle.
En décembre 2021, Safety Promo a participé à l'Expo 2020 Dubaï, une exposition universelle qui rassemble plus de 190 pays à travers le monde. Dans cet événement, Safety Promo faisait partie du nombre des médias représentant Haïti,. « L'Expo 2020 Dubaï ne connaît pas de frontières ; c'est envisager un avenir que nous voulons tous créer. Haïti a bien sûr fait connaître sa présence non seulement avec un pavillon mais aussi avec un média d'origine haïtienne accrédité parmi plus de 185 pays présents à l'exposition universelle », confie Judelin Bedoite, fondateur de Safety Promo.